# 钠克的大冒险
《钠克的大冒险》（又译作）是一款由索尼電腦娛樂日本工作室開發並在PlayStation 4上運行的动作游戏，于2013年在西方发行，於2014年在日本发行，於2015年在中國大陸发行。游戏在各区域都是首发游戏。
遊戲在2015年1月16日通过中華人民共和國國家新聞出版廣電總局审批，审批时明确采用“游戏机”产品，而非模棱两可的电脑娱乐软件。

## 遊戲性

### 日长石
一種黃色的水晶，擊碎後能增加能量值，使用必杀技。

### 吸收
鈉克吸收神器或某些物質，能增加生命值及攻擊力。
冰块:用冰块来变大达到一样的攻击力效果.
金属:对磁性有反应。
水晶:變成透明，可以通過雷射幕。

## 人物
鈉克（KNACK）
由巴爾加斯博士開發，負責收集文物的工作。通常狀態是70cm左右的矮人，會透過捕獲文物變得更大，最高可達10米。
巴爾加斯博士
是NACK的創造者。
盧卡斯
巴爾加斯博士的助理。

## 評價
《钠克的大冒险》没有获得大部分业界媒体认同。在综合评分网站Metacritic上，基于83份对其的评价仅获得54/100的平均分。

## 续作
《钠克2》在2016年12月的PSX活动上正式公布，依旧登陆PlayStation 4平台。游戏于2017年9月5日在北美发售、6日在欧洲发售、28日在日本发售。游戏获得了比本作的更好的评价。

## 外部連結
- 中國大陸官方網頁